# Ейпріл О'Ніл (порноакторка)
Е́йпріл О'Ніл (нар. 7 квітня 1987) — американська порноакторка.  

## Життєпис
Уродженка Фенікса, штат Аризона, О'Ніл переїхала до Лос-Анджелеса і там познайомилася на вечірці з порноакторкою, після чого увійшла в порноіндустрію в 2008 році. Псевдонім, який взяла на честь Ейпріл О'Ніл, однієї з головних героїнь «Черепашок-ніндзя», допоміг зарекомендувати її як «хіпстерську порнозірку» за версією LA Weekly.  
Спочатку О'Ніл використовувала свій акаунт на Tumblr у 2008 році для розміщення мемів про Доктора Хто, а згодом почала публікувати свої роботи в стилі «ню». Вона вважала, що саме ці пости принесли їй популярність. Коли Tumblr почав цензурувати свої акаунти на предмет вмісту для дорослих, вона вже мала сформовану репутацію та перейшла на інші платформи.
Журнал LA Weekly поставив її на десяте місце у списку «10 інноваційних порнозірок, які можуть стати наступною Сашею Ґрей» у 2013 році. У 2013 році вона була однією з 16 акторок, про яких розповідає документальний фільм Деборі Андерсон «Збуджені».
Улюблениця ботаніків, вона регулярно знімається в порнографічних пародіях на попкультурні явища та ігри, такі як «Рівердейл», «Lego Фільм» та «Fortnite».
Ідентифікує себе як бісексуалка. Любить пінбол, регулярно змагається у лізі в одному з ігрових залів Лос-Анджелеса.

## Нагороди та номінації
| Рік  | Церемонія | Результат | У номінації                                                                    | Відзначена за роботу в       |
| ---- | --------- | --------- | ------------------------------------------------------------------------------ | ---------------------------- |
| 2011 | XBIZ      | Номінація | Нова зірка року                                                                | Н/Д                          |
| 2012 | AVN       | Номінація | Найкраща чоловіча/жіноча сексуальна сцена (з Джеймсом Діном)                   | Legs Up Hose Down            |
| 2012 | AVN       | Номінація | Best Tease Performance                                                         | Legs Up Hose Down            |
| 2013 | AVN       | Номінація | Найкраща дівоча групова сексуальна сцена (за участю Еш Голлівуд та Ембер Рейн) | Buffy the Vampire Slayer XXX |
| 2013 | AVN       | Перемога  | Twitter Queen (Fan Award)                                                      | Н/Д                          |
| 2013 | XBIZ      | Номінація | Найкраща жіноча роль другого плану                                             | The Godfather XXX            |
| 2013 | XBIZ      | Номінація | Найкраща сцена - Пародійний реліз (за участю Томмі Пістоля)                    | The Godfather XXX            |
| 2013 | XBIZ      | Номінація | Best Scene – All-Girl (with Ash Hollywood and Amber Rayne)                     | Buffy the Vampire Slayer XXX |
| 2014 | AVN       | Номінація | Найкраща секс-сцена втрьох (Ж/Ж/Б) (за участю Дені Деніелс та Еріка Еверхарда) | Chance Encounters            |
| 2014 | XBIZ      | Номінація | Найкраща сцена - Парний реліз (з Дені Деніелс та Еріком Евергардом)            | Chance Encounters            |
| 2014 | XBIZ      | Перемога  | Дівчина/дівчина-виконавиця року                                                | Н/Д                          |